# Installation (アルバム)
『Installation』は日本のインストゥルメンタル・ロックバンド、LITEの4枚目のアルバムである。
日本とアメリカの2カ国でレコーディングが行われ、初期LITEのテクニカルでエモーショナルなリフやメロディと、シンセ導入以降のエレクトリック・ミュージックとの融合が、より肉体的かつ斬新な進化を遂げた作品。

## 収録曲
1. Echolocation
2. Hunger
3. Alter ego
4. Between us
5. Starry night
6. Bond (Past,Present,Future収録)
7. Fog up
8. Starry morning
9. Subaru
10. Nomad

## その他
海外流出版カセットをstiffslackとKEEP IT TOGETHERで共同リリースされている。
またアメリカ、Topshelf Recordsからはレコードでのリリースがされた。